# Ostrogoths
Pour les articles homonymes, voir Ostrogoth.
Les Ostrogoths sont une confédération à dominante germanique qui apparaît dans l'Antiquité et poursuit son évolution jusqu'à l'Antiquité tardive. Ils font partie des Goths et apparaissent dans les bassins de la Vistule, puis du Dniepr et du Boug méridional, d'où ils sont évincés par les Huns dans les années 370, avant de ravager les Balkans pour finalement conquérir l'Italie en 493 sous le règne de Théodoric le Grand. Une petite minorité reste en Crimée.
Christianisés relativement tôt par Wulfila, ils suivent l'arianisme avec les autres goths lors de cette scission et l'imposeront dans une partie de l'Italie. La Provence était déjà arienne sous le royaume wisigoth quand elle passera dans le royaume ostrogoth. Rome, en Italie, abritait paradoxalement le pape, nicéen.

## Hypothèses étymologiques
La signification du nom « Ostrogoths » est sujette à controverses. Les Goths, en effet, formaient un peuple uni jusqu'au IIIe siècle, date à laquelle ils se seraient scindés en deux branches : les Ostrogoths et les Wisigoths. Une explication d'ordre géographique fut proposée à cette terminologie de la division, au moins dès le VIe siècle par un historien d'origine gothique : Jordanès. Ce dernier, auteur d'une Histoire des Goths, est aujourd'hui une des seules sources disponibles sur la préhistoire de son peuple, dans la mesure où il résuma un texte plus long de Cassiodore. Le texte de Cassiodore a été perdu.
Selon Jordanès (XIV,2), la terminologie se réfère à la région d'habitat des Goths, les Wisigoths étant les Goths du « pays de l'ouest » et les Ostrogoths étant les « Goths de l'est ». Néanmoins, dans le cas de ces derniers, Jordanès ajoute une autre possibilité, d'ordre étymologique cette fois : le nom Ostrogoths pourrait également provenir du nom de leur premier roi : Ostrogotha. Or, on sait par ailleurs que d'autres noms existaient auparavant pour désigner une division géographique des Goths : les tervingi, c'est-à-dire les « gens de la forêt », et les greutingi, c'est-à-dire les « gens de la grève ». Aussi, l'explication géographique de l'origine des noms Ostrogoth et Wisigoth donnée par Jordanès fut mise en question et l'on chercha une explication d'ordre étymologique, plus à même d'expliquer une différence antérieure au IIIe siècle. Dans ce cas, Ostrogoths signifierait « Goths brillants » (racine germanique ostr–) et Wisigoths, « Goths sages » (racine wise–).
Le débat n'est pas tranché, faute de preuves suffisantes. Le choix des historiens se porte alors sur l'une ou sur l'autre de ces hypothèses selon la confiance qu'ils accordent au témoignage de Jordanès.

## Histoire

### Origines
Les deux tribus, en tous cas, partageaient de nombreux traits culturels et ne formaient, toujours selon Jordanès, qu'une seule « nation ». Entre autres, les Goths reconnaissaient une divinité tutélaire commune que les Romains associaient à Mars. Leur séparation, ou plus exactement la migration des tribus de l'Ouest vers la province romaine de Dacie, fut le résultat de la surpopulation de la région autour de la mer Noire où les Ostrogoths établirent un vaste et puissant royaume. Les Gépides, un autre peuple germanique, devinrent leurs vassaux et leurs rivaux.
Les Huns soumirent les Ostrogoths vers 370, et leur arrivée incita probablement les Wisigoths à s'installer au-delà du Danube. Selon Jordanès, la défaite face aux Huns provoqua également le suicide du roi ostrogoth Ermanaric en 378. Au cours des décennies suivantes, les Ostrogoths demeurèrent dans les Balkans sous la domination des Huns, devenant un de leurs nombreux peuples vassaux. Les Ostrogoths combattirent en Europe sous les ordres des Huns, notamment lors de la bataille des champs Catalauniques en 451.
Les Ostrogoths se soulevèrent plusieurs fois contre les Huns. Ces soulèvements furent matés, mais l'apport de la « culture à dos de cheval » des Huns constitua par la suite un avantage majeur pour les Ostrogoths. Leur histoire écrite commence avec leur indépendance de l'empire des Huns après la mort d'Attila. Alliés à leurs anciens vassaux et rivaux, les Gépides, les Ostrogoths menés par Thiudimir écrasèrent les forces hunniques commandées par les fils d'Attila lors de la bataille de la Nedao en 454. Les Ostrogoths entrèrent en relation avec l'Empire et s'installèrent en Pannonie. Pendant la majeure partie de la seconde moitié du Ve siècle, les Ostrogoths jouèrent en Europe du Sud-Est un rôle équivalent à celui que jouèrent les Wisigoths au siècle précédent. Ils furent présents dans toutes les relations d'amitié et d'hostilité imaginables avec la puissance romaine orientale, et cela jusqu'à ce que, comme les Wisigoths l'avaient fait avant eux, ils ne passent d'Orient en Occident.

### Règne de Théodoric le Grand
Le plus grand de tous les souverains ostrogothiques, Théodoric le Grand, naquit vers 455, peu après la bataille de Nedao. Il passa son enfance en tant qu'otage à Constantinople, où il reçut une instruction soignée. Il participa à divers conflits, intrigues et guerres dans l'empire byzantin et il eut comme rival Théodoric Strabo, un parent éloigné et fils de Triarius. Ce Théodoric, plus âgé mais de moindre qualité, semble avoir été le chef et non le roi de la branche des Ostrogoths qui s'était installée dans l'Empire un peu plus tôt. Théodoric le Grand fut tour à tour l'ami et l'ennemi de l'Empire. Dans le premier cas, il se para de divers titres romains, comme ceux de patrice et de consul ; mais dans tous les cas, il resta avant tout le roi de la nation ostrogothique.
C'est dans ces deux rôles à la fois qu'en 488 il conquit l'Italie à la demande de l'empereur byzantin Zénon, trop heureux de se débarrasser d'un chef de guerre entreprenant dont les troupes venaient de ravager les faubourgs de Constantinople quelque temps auparavant. La péninsule était alors aux mains d'un chef hérule nommé Odoacre, passé dans la postérité pour avoir déposé le dernier empereur romain d'Occident, Romulus Augustule en 476. En 493, Ravenne fut prise et Odoacre fut tué des mains même de Théodoric.
La puissance des Ostrogoths était alors pleinement établie en Italie, Sicile, Dalmatie et dans les terres situées au nord de l'Italie.
Lors de cette reconquête, Ostrogoths et Wisigoths commencèrent également à se réunir, du moins si l'on en croit le témoignage d'un auteur qui écrit que Théodoric était aidé par des auxiliaires wisigoths. Les deux branches de la nation furent bientôt rassemblées beaucoup plus étroitement.
Alors que la puissance de Théodoric s'étendait en pratique sur une grande partie de la Gaule, elle s'installa sur presque la totalité de l'Espagne : en effet, les événements contraignirent Théodoric à devenir le régent du royaume wisigoth de Toulouse. Un moment de confusion avait suivi la mort du roi des Wisigoths Alaric II, le beau-fils de Théodoric, lors de la bataille de Vouillé contre les Francs de Clovis. Le roi Ostrogoth assuma à cette occasion son rôle de tuteur à l'égard de son petit-fils Amalaric et se réserva la totalité du domaine hispanique ainsi qu'un fragment de la Gaule. Toulouse passa aux Francs mais les Goths gardèrent la cité de Narbonne et la Septimanie : cette dernière région était la dernière partie de la Gaule qui fut tenue par les Goths et elle garda le nom de Marquisat de Gothie pendant encore longtemps.
Tant que Théodoric vécut, le royaume Wisigoth demeura pratiquement indissociable de ses propres possessions. Il semble également avoir établi, dès cette époque, une sorte de protectorat à l'égard des puissances germaniques d'Occident : il profita plusieurs fois de son autorité à l'égard de celles-ci, excepté dans le cas des Francs.

## Caractéristiques du royaume de Théodoric

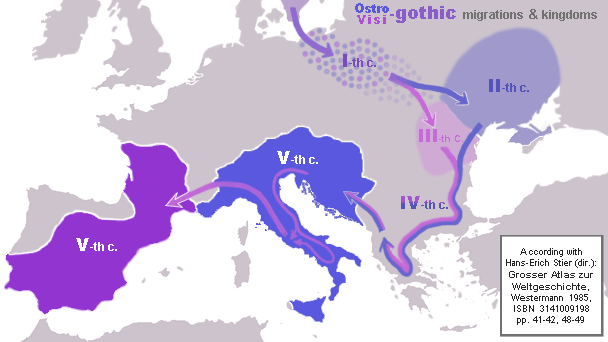
Évolution des Ostrogoths et des Wisigoths, s.

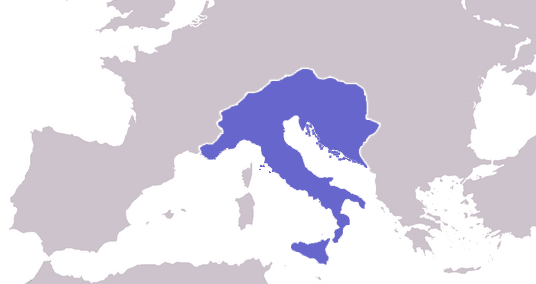
Royaume de Théodoric le Grand.

Conquis par Théodoric le Grand, à la demande de l'empereur d'Orient, le royaume est placé sous suzeraineté nominale de l'empereur d'Orient. Ce royaume ostrogoth d'Italie (comprenant aussi la Provence et les actuelles Slovénie, Croatie, Bosnie…) est reconquis après plus de cent ans d'existence par les généraux romains Bélisaire et Narsès, au service de Justinien, empereur romain d'Orient.
La postérité des Goths en Europe occidentale tient plus au royaume wisigoth qu'au royaume ostrogoth, puisqu'il disparut prématurément.

## Chronologie

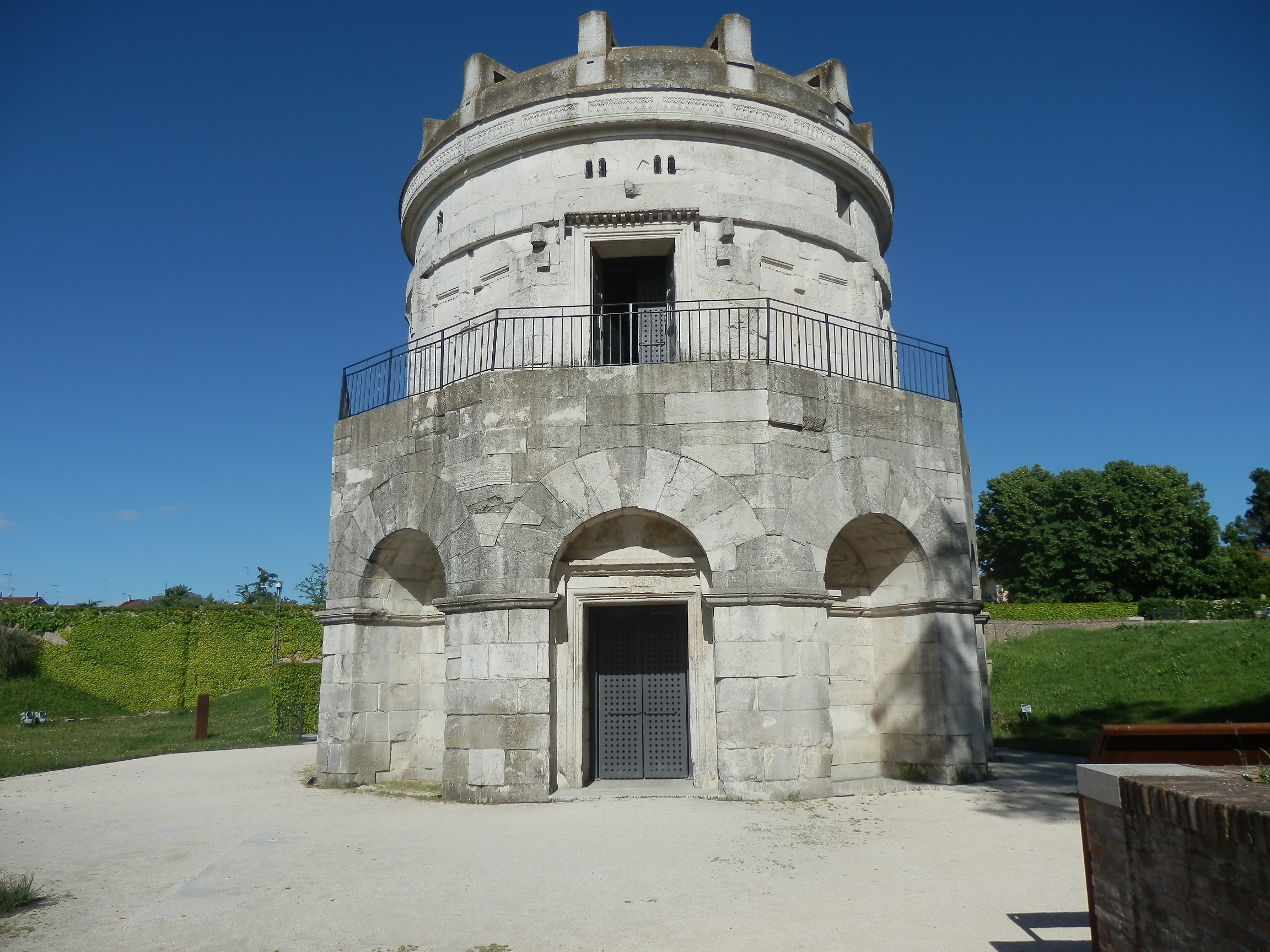
Le mausolée de Théodoric, à Ravenne.

- 271 : premier retrait important depuis le début de l'Empire, les Romains abandonnent la Dacie : à ce moment, les Wisigoths sont signalés ainsi que les Gépides dans cette province, tandis que les Ostrogoths sont signalés au nord de la mer Noire, dans la steppe pontique et en Crimée.
- 371 : l'empire des Ostrogoths est aux mains des Huns.
- 375 : forte poussée des Huns qui détruisent le Royaume ostrogoth de la steppe pontique.
- 386 : une tentative d'incursion de Goths Greuthunges en Thrace conduite par le roi Odotheus est arrêtée par le général Promotus dans la région des bouches du Danube[1].
- 425 : les Vandales, les Ostrogoths et les Wisigoths franchissent le Rhin et le Danube et pénètrent dans les provinces romaines.
- 456 : avec les Carpes, les Hérules et les Wisigoths, les Ostrogoths ravagent les Balkans et les provinces romaines du Danube inférieur.
- 493 : Théodoric le Grand, le chef des Ostrogoths, est maintenant roi d'Italie, Illyrie et Dalmatie tandis que les Vandales possèdent l'Afrique du Nord et les Wisigoths la Gaule méridionale, l'Aquitaine et la majeure partie de l'Hispanie.
- 508 : début d'une campagne des Ostrogoths sous Théodoric le Grand en direction de la Gaule méridionale (fin en 511) : la Provence passe des Wisigoths aux Ostrogoths.
- 526 : Théodoric le Grand, roi des Ostrogoths et d'Italie meurt de la dysenterie. Athalaric succède à Théodoric le Grand comme roi des Ostrogoths.
- 534 : Athalaric, roi des Ostrogoths, meurt le 2 octobre.
- 535 : Théodat, le nouveau roi des Ostrogoths étrangle sa femme la reine Amalasonte, la fille de Théodoric le Grand.
- 536 : les Ostrogoths déposent leur roi Théodat, et élisent le général Vitigès à sa place.
- 536 : les Ostrogoths cèdent la Provence aux Francs.
- 537 : ayant assuré ses arrières en concédant la Provence aux Francs, Vitigès tente de résister à Justinien, empereur romain d'Orient qui entend reconquérir l'Italie : Vitigès se déplace vers Rome et en fait le siège.
- 539 : Milan, la ville la plus importante de l'Italie après Rome, est reprise par les Ostrogoths et détruite. Les habitants sont massacrés, les femmes réduites en esclavage.
- 540 : Vitigès, roi des Ostrogoths, est capturé par Bélisaire qui s'empare de Ravenne.
- 543 : pour s'assurer de leur loyauté, les Ostrogoths réalisent une réforme agraire favorable aux paysans italiens.
- 543 : Totila, le nouveau roi des Ostrogoths, avance en Italie où il prend Naples après un siège, mais Bélisaire revient en Italie.
- 546 : Totila, roi des Ostrogoths, prend Rome après un siège d'une année.
- 552 : Narsès défait et tue Totila roi des Ostrogoths à la bataille de Busta Gallorum.
- 553 : le général romain Narsès défait Teias, le successeur de Totila comme roi des Ostrogoths, au mont Lactarius (bataille du mont Lactarius ou du Vésuve). C'est la fin du Royaume ostrogoth.
- 554 : l'empereur romain d'Orient, Justinien, lance un programme de réorganisation de l'administration de l'Italie après les deux décennies de guerre contre les Ostrogoths.
- 561 : les Ostrogoths dirigés par Widin se révoltent à Brescia et Vérone.

## Réputation
Pour les Romains comme pour les Italiens de la Renaissance, les Ostrogoths étaient des « barbares » et l'adjectif « gothique » fut employé à la Renaissance pour désigner les édifices médiévaux, jugés barbares. Dans la langue française, l'adjectif ostrogoth peut désigner une personne qui ignore les bonnes manières, une personne grossière. « Ostrogoth » et « bougre d'ostrogoth » font partie des jurons et insultes du capitaine Haddock.
En janvier 2022, le Premier ministre canadien Justin Trudeau qualifie « d'Ostrogoths en vacances » un groupe de jeunes influenceurs canadiens faisant la fête dans un avion.